# Michel van der Aa
Michel van der Aa (Oss, 10 de março de 1970), é um compositor e diretor holandês de Música clássica contemporânea, tendo estudado como engenheiro de gravação no Conservatório Real de Haia, e estudou composição com Diderik Wagenaar, Gilius van Bergeijk e Louis Andriessen.

## Carreira
A música de van der Aa foi executada por conjuntos e orquestras internacionais, estas incluem a Asko/Schönberg Ensemble, Freiburger Barockorchester, Ensemble Modern, Royal Concertgebouw Orchestra, Melbourne Symphony Orchestra, De Nederlandse Opera, Mozarteum Orchestra of Salzburg, Seattle Chamber Players, Ensemble Nomad Tokyo, musikFabrik, Continuum Ensemble Toronto, SWR Orchestra Baden-Baden & Freiburg, Netherlands Radio Orchestras, Norrköping Symphony Orchestra Sweden, e a Helsinki Avanti Ensemble.
Em 2002 concluiu um curso de direção em curta-metragem na New York Film Academy, e também fez um curso intensivo direção de palco no laboratório do Centro diretor do Lincoln Center em 2007.
Suas obras de teatro musical incluem a ópera de câmara One (2002), a ópera After Life (2006, Amsterdam) e o teatro musical The Book of Disquiet, recebeu aclamação da crítica e do público internacional. O aspecto inovador destas óperas é o uso de imagens de filmes e trilhas sonoras incluídas na amostra como um elemento essencial da partitura. Teatro, cinema e música estão entrelaçados em uma colagem de camadas transparentes, resultando em um trabalho que é parte filme documentário e parte filosofia.
Van der Aa dirigiu a produção de televisão One para a TV nacional holandesa NPS, e Passage (2004), um curta-metragem de van der Aa, que tem sido exibido em vários festivais internacionais e foi exibido na televisão nacional holandesa.
Tem sido um artista de destaque na Perth Tura New Music Festival e na Holland Festival.
Van der AA colaborou também com coreógrafos como Kazuko Hirabayashi, Philippe Blanchard, Ben Wright e Annabelle Lopez Ochoa.

## Prêmios
Van der Aa foi o primeiro ganhador holandês do Prêmio Gaudeamus Compositores internacionais em 1999. Ele também recebeu o prestigioso Prêmio Matthijs Vermeulen por One em 2004. Recebeu o Prêmio Compositores Siemens em 2005, e no mesmo ano recebeu o Prêmio Köhler Charlotte por seu trabalho como diretor e personagem interdisciplinar de sua obra no mesmo ano. Em 2006 foi agraciado com o Prêmio Paul Hindemith do Schleswig-Holstein Musik Festival.
Em novembro de 2012, foi anunciado que van der Aa seria o vencedor da Grawemeyer Award 2013 oferecido pela University of Louisville na categoria Composição Musical, por seu concerto para violoncelo Up-Close, uma "fusão altamente inovadora da arte musical e visual, escrito por Sol Gabetta e a Amsterdam Sinfonietta.

## Projetos atuais
Van der Aa concluiu recentemente um novo filme-ópera 3D intitulado Sunken Garden, em colaboração com David Mitchell, autor de Cloud Atlas.
Outros Projetos incluem um concerto de clarinete para a London Sinfonietta estreada em Abril de 2014 e novas peças para a Royal Concertgebouw Orchestra, como parte de uma parceria de longo prazo com esse grupo, que incluirá um grande trabalho orquestral, um concerto solo, e um cenário Paixão noite de comprimento para solistas, coro e orquestra, esperado para estrear em 2017.

## Trabalhos

### Ópera e teatro musical
- 2001 - Vuur – ópera, para voz solo, atores, cantores, conjunto e trilha sonora
- 2002 - One – ópera de câmara, para soprano, trilha sonora e filme
  - libreto do compositor
- 2005-2006 - After Life - ópera, por seis vozes solistas, conjunto, trilha sonora e filme
  - libreto do compositor, depois Hirokazu Koreeda
- 2008 - The Book of Disquiet - teatro musical, para o ator, conjunto, trilha sonora e filme
  - libreto depois de Fernando Pessoa, adaptada pelo compositor
- 2011-2012 - Sunken Garden – ópera, por três cantores, conjunto, trilha sonora e filme
  - libreto de David Mitchell

### Orquestra
- 2000 - See-Through – para orquestra
- 2001 - Here [to be found] – para soprano, orquestra de câmara e trilha sonora
- 2003 - Here [enclosed] - para orquestra de câmara e trilha sonora
- 2004 - Second Self - para orquestra e trilha sonora
- 2005 - Imprint – para orquestra barroca
- 2007 - Spaces of Blank - ciclo de canções para mezzo-soprano, orquestra e trilha sonora
- 2014 - Violin Concerto - para violino e orquestra

### Conjunto
- 1996 - Span – para conjunto e trilha sonora
- 1997 - Between – para quarteto de percussão e trilha sonora
- 1999 - Above - para conjunto e trilha sonora
- 1999-2000 - Attach - para conjunto e trilha sonora
- 2002 - Here [in circles] – para soprano (com pequeno leitor de cassetes) e conjunto
- 2006 - Mask - para conjunto e trilha sonora
- 2010 - Up-Close - Concerto para violoncelo solo, conjunto/orquestra de cordas , trilha sonora e filme

### Música de câmara
- 1994 - Auburn – para violão (clássico ou elétrico) e trilha sonora
- 1995 - Oog – para violoncelo e trilha sonora
- 1997 - Double - para violino e piano
- 1997 - Quadrivial - para flauta, violino, violoncelo e piano preparado
- 1997 - Solo – para percussão solo
- 1997 - Wake - para percussão duo
- 1999 - Caprce - para violino solo
- 1999 - Just Before – para piano e trilha sonora
- 2003 - Memo – para violino e gravador de cassetes portátil
- 2009 - Transit - para piano e filme
- 2009 - Rekindle - para flauta e trilha sonora
- 2012 - And how are we today? – para mezzo-soprano, piano e contrabaixo
- 2012 - Miles Away - para mezzo-soprano, violino, piano e contrabaixo

### Dança e cinema
- 1995 - Now [in fragments] – para soprano, clarinete, violoncelo e trilha sonora
  - ballet, encomendado por Richard Alston Dance Company em colaboração com Ben Wright
- 1995-1996 - Staring at the Space – para orquestra de câmara
  - 70 minutos trabalho de teatro / dança, encomendada pela Orquestra Sinfônica de Norrköping e da Companhia de Dança Östgöta
- 1998 - Faust - para conjunto e trilha sonora
  - um trabalho de dança em grande escala (90 minutos), encomendado pelo Novo Teatro Nacional de Tóquio, coreografado por Kazuko Hirabayashi
- 2000 - The New Math(s) - para soprano, Traverso, marimba, violino e trilha sonora
  - Co-encomenda de Louis Andriessen para um curta-metragem dirigido por Hal Hartley, para a BBC e NPS
- 2003 - Solitaire – para violino e trilha sonora
  - ballet, encomendado pelo Ballet Het Nationaal, Den Bosch

### Outros trabalhos
- 1999 - Writing to Vermeer – ópera por Louis Andriessen e Peter Greenaway, com as treze inserções de música eletrônica (que acompanham a projeção do filme correspondente) compostas por van der Aa.
- 2015 - The Book of Sand – ciclo de canções digitais interativa, com base no conto de Jorge Luis Borges "El libro de arena", com Kate Miller-Heidke.[21]